# Zunhua
Zunhua (遵化 ; pinyin : Zūnhuà) est une ville de la province du Hebei en Chine. C'est une ville-district placée sous la juridiction de la ville-préfecture de Tangshan.

## Démographie
La population du district était de 687 203 habitants en 1999.